# (22413) Haifu
(22413) Haifu est un astéroïde de la ceinture principale.

## Description
(22413) Haifu est un astéroïde de la ceinture principale. Il fut découvert le 17 octobre 1995 à Kitt Peak par le projet Spacewatch. Il présente une orbite caractérisée par un demi-grand axe de 2,40 UA, une excentricité de 0,19 et une inclinaison de 9,1° par rapport à l'écliptique.